# Саварни
Ману Саварни (санскр. «сын Саварны») — в индийской мифологии восьмой из четырнадцати Ману (мифических прародителей рода человеческого, носящих общее имя Ману) в эпоху кальпы Швета-вараха («цикла белого вепря»). Сын Саварны, жены Солнца.